# Футю (Токіо)

35°40′8″ пн. ш. 139°28′40″ сх. д. / 35.66889° пн. ш. 139.47778° сх. д.
Футю́ (яп. 府中市, ふちゅうし, МФА: [ɸu̥t͡ɕuː ɕi̥]) — місто в Японії, в префектурі Токіо.

## Короткі відомості
Розташоване в центральній частині префектури. Виникло на основі стародавнього адміністративного центру провінції Мусасі. В ранньому новому часі було постоялим містечком на Кайському шляху. Отримало статус міста 1954 року. Складова Токійсько-Йокогомаського промислового району. Основою економіки є харчова промисловість, броварництво, виробництво електротоварів, комерція. В місті розташовані кладовище Тама, Токійський іподром, синтоїстське святилище Окунітама. Станом на 1 жовтня 2008 площа міста становила 29,34 км². Станом на 1 липня 2011 населення міста становило 256 151 осіб.

## Освіта
- Токійський аграрно-технічний університет (головний кампус)
- Токійський університет іноземних мов (головний кампус)